# Bad Schmiedeberg
Bad Schmiedeberg är en stad och kurort i östra Tyskland, i Landkreis Wittenberg i förbundslandet Sachsen-Anhalt och mitt i naturparken Dübener Heide.
Staden ombildades den 1 juli 2009 när staden och de tidigare kommunerna Korgau, Meuro, Priesitz, Schnellin, Söllichau, Trebitz samt staden Pretzsch (Elbe) bildade den nya staden Bad Schmiedeberg.

## Historia
Orten omnämndes första gången som Smedeberg år 1206. 1350 fick staden stadsrättigheter.
Bad Schmiedeberg tillhörde fram till 1815 Sachsen, därefter, fram till andra världskriget, den preussiska provinsen Sachsen. Sedan 1990 ligger staden i förbundslandet Sachsen-Anhalt.
|             |
| Stadsporten |